# Wolfsgrund (Niedersachsen)
Der Wolfsgrund ist ein Naturschutzgebiet in der niedersächsischen Gemeinde Ahausen im Landkreis Rotenburg (Wümme).

## Allgemeines
Das Naturschutzgebiet mit dem Kennzeichen NSG LÜ 066 ist rund 50 Hektar groß. Das etwa 45 Hektar große, gleichnamige FFH-Gebiet ist Bestandteil des Naturschutzgebietes. Das Gebiet steht seit dem 26. Februar 1977 unter Naturschutz. Es war zunächst rund 45 Hektar groß. Zum 1. Dezember 2017 wurde es auf seine heutige Größe erweitert. Zuständige untere Naturschutzbehörde ist der Landkreis Rotenburg (Wümme).

## Beschreibung
Das Naturschutzgebiet liegt etwa zwischen Rotenburg (Wümme) und Verden. Es umfasst einen Abschnitt des Everser Bachs südlich von Eversen mit seinem schmalen Tal und den angrenzenden, hochliegenden Flächen auf einer Binnendüne. In der Bachniederung stockt Erlenbruchwald. Auch die Hangbereiche der Binnendüne sind überwiegend bewaldet. Im Norden des Naturschutzgebietes findet sich in den höher liegenden Bereichen eine Heidefläche mit Besenheide auf trockenen und Krähenbeere und Pfeifengras auf feuchteren Standorten. In Senken und wächst Feuchtheide mit Glockenheide, Besenheide und Torfmoosen. Das Naturschutzgebiet ist eines der größeren, zusammenhängenden Heide-Naturschutzgebiete außerhalb der Lüneburger Heide.
Im südlichen Bereich des Gebietes sind Teile bewaldet. Weitere Flächen liegen brach oder werden als Grünland oder Acker genutzt.
Das Naturschutzgebiet grenzt nach Westen und nach Nordosten an öffentliche Straßen. An das Gebiet schließen sich landwirtschaftliche Nutzflächen bzw. Wälder an. Durch das Naturschutzgebiet verlaufen Wanderwege, von denen aus das Gebiet erlebbar ist. Am Rand des Schutzgebietes befindet sich eine Aussichtsplattform.